# Philodendron erubescens
Philodendron erubescens là một loài thực vật có hoa trong họ Ráy (Araceae). Loài này được K.Koch & Augustin miêu tả khoa học đầu tiên năm 1855.

## Hình ảnh

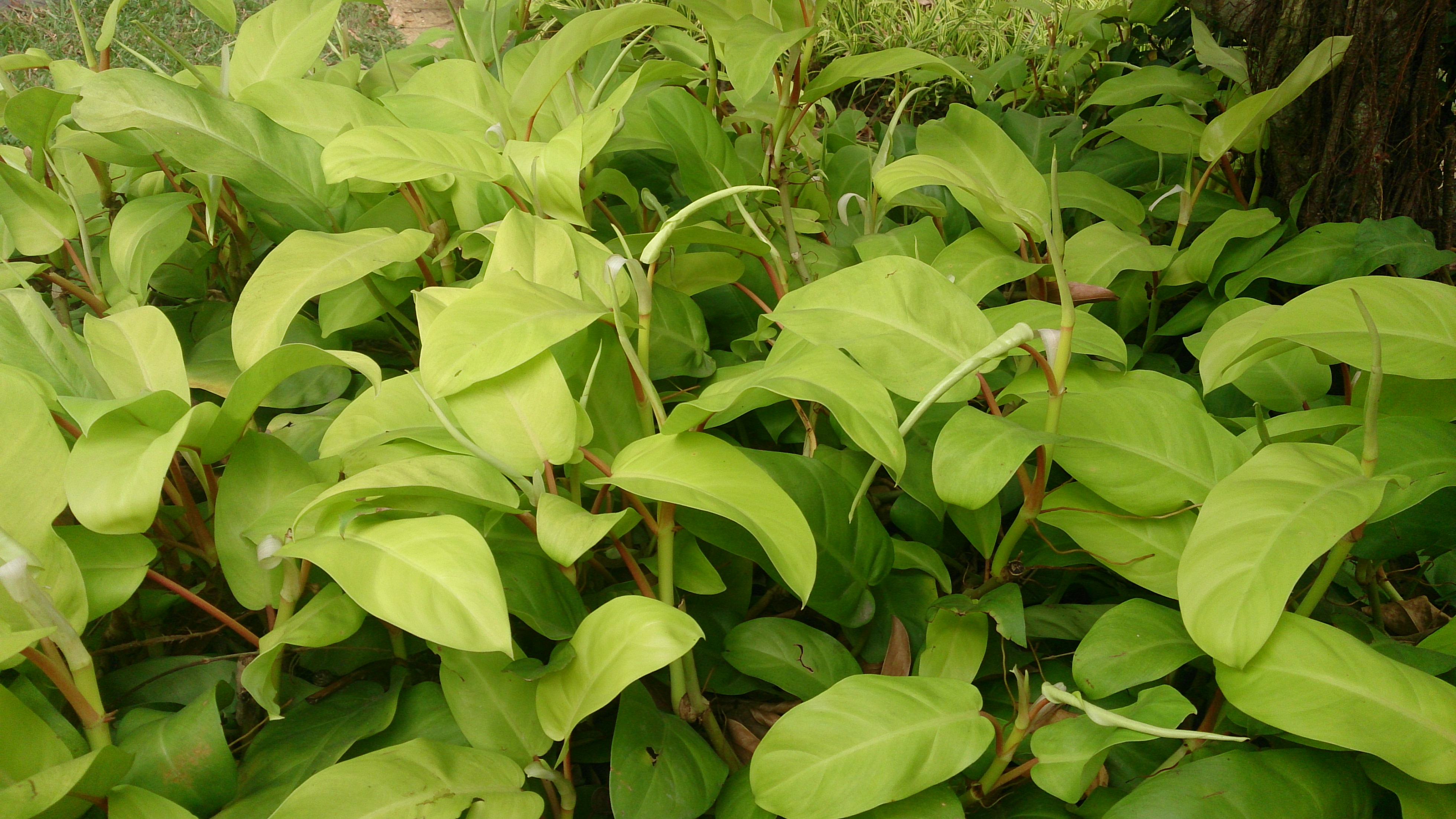
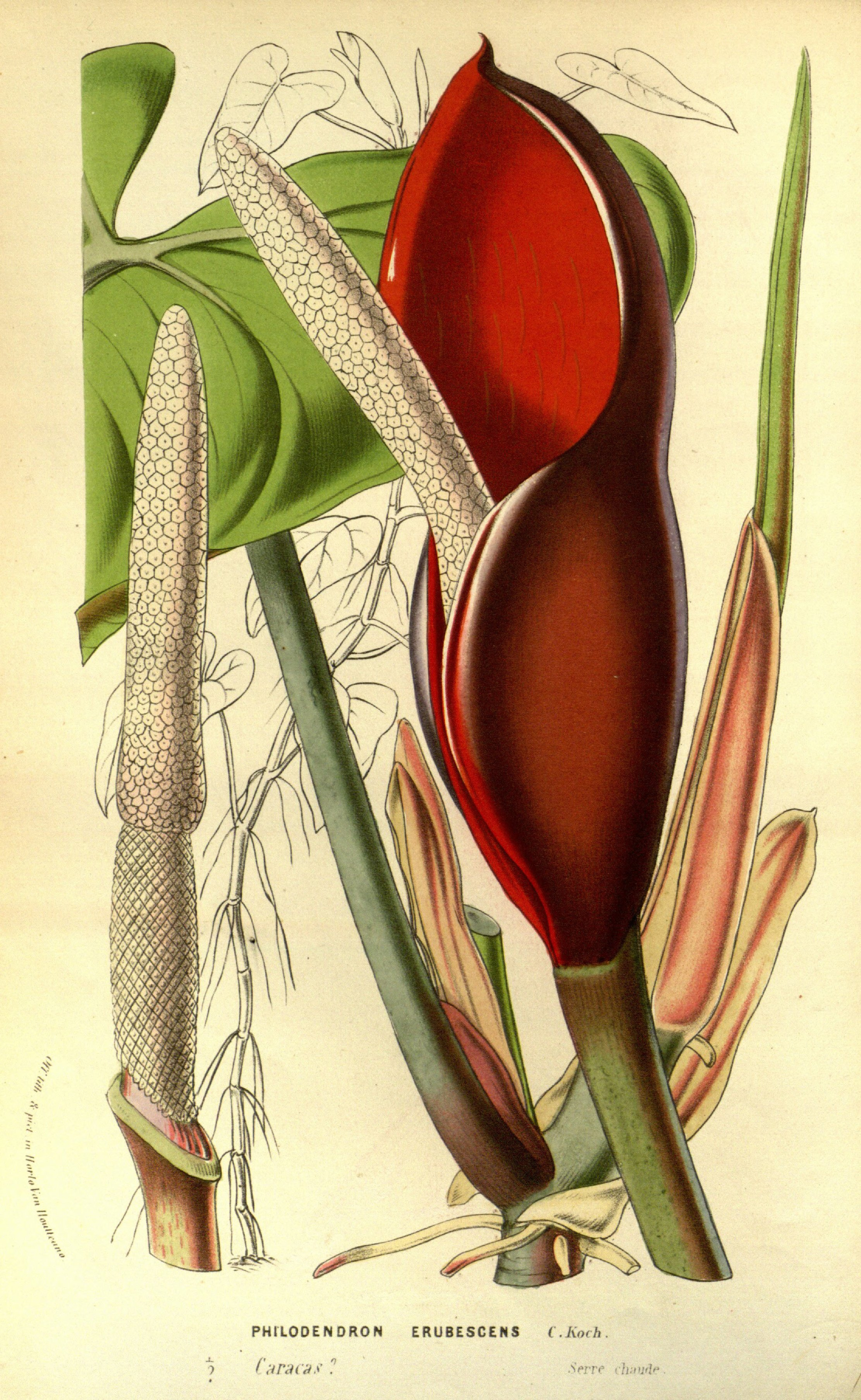